# Xã Worth, Quận Butler, Pennsylvania
Xã Worth (tiếng Anh: Worth Township) là một xã thuộc quận Butler, tiểu bang Pennsylvania, Hoa Kỳ. Năm 2010, dân số của xã này là 1.416 người.